# Lista țărilor cu restaurante KFC
Aceasta este o listă a țărilor cu francize KFC. Există peste 24.000 de puncte de vânzare KFC în 145 țări și teritorii din întreaga lume. Prima franciză KFC s-a deschis în Statele Unite în 1952, iar Canada a intrat un an mai târziu. Prima franciză de peste mări a fost înființată în Anglia în 1964. Un număr mare de piețe occidentale dezvoltate fuseseră introduse la începutul anilor 1970. Piețele din Caraibe au fost introduse în prima jumătate a anilor 1970. A urmat expansiunea în Orientul Mijlociu și a dezvoltat piețele asiatice de la mijlocul anilor 1970 și până în anii 1980. China a intrat în 1987. Extensiile au fost făcute în Europa de Est și America de Sud la începutul anilor '90. Cea mai recentă zonă de expansiune este Africa, unde compania vizează clasa de mijloc în creștere a acelui continent.
TUVALU
NAURU
NIUE 

## FIJIReferințe
1. ↑  global.kfc.com https://global.kfc.com/our-locations/. Accesat în 10 noiembrie 2020. Lipsește sau este vid: |title= (ajutor)